# Nerv
Nervul este o cale pentru conducerea influxului, a potențialului electric de acțiune în organisme. Este o formă de grupare a fibrelor conductoare organice cu rolul de a duce suportul energetic al informației de la un stimul intern sau extern la un centru de comandă al organismului sau de la centrul de comandă la un organ efector.

## Alcătuire
- Epinerv
- Lichid interstițial
- Vas sanguin
- Vas nutritiv
- Perinerv
- Endonerv
- Fibră nervoasă

## Structură
Nervul este învelit periferic de țesut conjunctiv- epinerv. Epinervul trimite prelungiri în interiorul nervului. Prelungirile separă fasciculele de fibre nervoase formând în jurul fasciculelor un strat numit perinerv . Perinervul are rol izolant și de transportor pentru lichidele interstițiale aflate lângă fibrele nervoase. Țesutul conjunctiv al nervului are în compunerea lui vase nutritive ce deservesc nervul și fibre nervoase vegetative.

## Funcții
- Funcție senzorială: transmite informații de la receptori la centrii de comandă
- Funcție efectoare: transmite informații (comenzi ) de la centri de comandă la organe efectoare

Nervul are două proprietăți: 
- Excitabilitatea, este proprietatea de a răspunde la acțiunea unui element excitant din mediul exterior;
- Conductibilitatea, este proprietatea de a conduce excitația de la organul la care s-a generat, până la organele nervoase dar și invers (adică funcțiile prezentate mai sus).

## Clase
După criteriul originării în sistemul nervos central nervul poate fi:
- Nerv cranian sau cerebral, originat în creier;
- Nerv spinal sau rahidian, originat în măduva spinării.

După criteriul rolului în activitatea sistemului nervos și a naturii fibrelor ce îl compun există:
- Nerv senzitiv, care conduce impulsurile de la organul receptor la centru.
- Nerv efector care conduce impulsurile de la centru la organul efector. Nervul efector poate stimula fie un mușchi fie un organ secretor.
- Nerv mixt, care conține atât fibre senzitive cât fibre efectoare îndeplinind ambele funcții de conducere.